# Farine de teff
La farine de teff est une farine faite à partir de teff, une céréale sans gluten typique de la Corne de l'Afrique.
Elle est issue de la mouture de la graine de teff, et existe sous forme de farine blanche (raffinée, non complète), farine complète et de farine intégrale.
Très utilisée par les Couchites, les Abyssins et dans la cuisine de la Corne de l'Afrique, cette poudre céréalière sert entre autres à préparer du pain, des pâtisseries et des crêpes à trous locales appelées injera, anjera, canjeero ou laxoox.
Adaptée aux régimes sans gluten, elle peut être utile aux personnes souffrant de coeliakie liée à une intolérance au gluten, ou ceux atteints de la maladie de la peau dite dermatite herpétiforme.
La farine de teff et les dérivés du teff s'exportent de plus en plus en Occident. En Europe et en France on peut la retrouver dans des magasins spécialisées de produits issus des pays de la Corne de l'Afrique, ou ailleurs généralement dans des magasins bio spécialisés en aliments issus d'agriculture biologique.